# Altenglische Grammatik
Die Grammatik des Altenglischen zeigt deutlich die Verwandtschaft mit den anderen westgermanischen Sprachen und ähnelt daher noch eher der des Deutschen als der des heute gesprochenen Neuenglischen. Das Altenglische ist eine flektierende Sprache: Es werden bei Substantiven und Adjektiven die vier Kasus (Fälle) Nominativ, Genitiv, Akkusativ und Dativ und bei Verben (im Singular) drei Personen unterschieden. Auch ein fünfter Kasus (der Instrumental) ist in Resten erhalten geblieben: So ist das altenglische Adverb hwȳ ‚warum‘ (ne. why) ein alter Instrumental des Pronomens hwæt ‚was?‘. Die Satzstellung war noch freier als im heutigen Englisch, wie sie es heute auch noch im Deutschen ist.

## Die Kasus
Das Altenglische kennt fünf Kasus, auch wenn der Instrumental nur noch in Resten als eigene Form existiert. Der Gebrauch der Kasus weist zahlreiche Parallelen zum Deutschen auf.

### Nominativ
Der Nominativ dient wie im Deutschen zur Bezeichnung des Subjekts eines Satzes, eines Adressaten (z. B. „Seht, mein König!“) oder eines Prädikativums (z. B. „Er ist Lehrer“).

### Genitiv
Der Genitiv drückt wie im Deutschen ein Besitzverhältnis aus (Possessiv) wie z. B. in Hæstenes wif (Hæstens Frau). Der partitive Genitiv, der die Beziehung eines Anteils ausdrückt, ist ebenfalls häufig im Altenglischen (an hiora, dt. einer von ihnen). Schließlich dient der Genitiv auch zur Beschreibung von Eigenschaften wie in swete hunig and wysumes swæcces (dt. etwa süßer Honig und von köstlichem Geschmack). Außerdem wird der Genitiv auch als Objekt-Kasus nach einigen Verben und Adjektiven verwendet, ähnlich wie es im Deutschen einige Verben gibt, die ihre Objekte im Genitiv haben (z. B. der Ruhe bedürfen mit Ruhe im Genitiv).

### Dativ
Der Dativ dient im Altenglischen wie im Deutschen als Objektkasus für indirekte Objekte wie in on he hi him eft ageaf (dt. und er gab sie danach ihm zurück). Ferner kann der Dativ Besitz (him on heafod, dt. auf seinem Kopf) ausdrücken. Der Dativ kann auch adverbial verwendet werden (hwilum, dt. zeitweise) und als Objektkasus nach einigen Adjektiven.

### Akkusativ
Im Akkusativ steht (wie auch im Deutschen) das direkte Objekt transitiver Verben.

### Instrumental
Der Instrumental war im Westgermanischen noch ein eigenständiger Kasus, wird im Altenglischen aber bei Substantiven nur noch in wenigen Fällen verwendet und sonst durch den Dativ ersetzt. Der Instrumentalis verbleibt aber in der Deklination von Adjektiven und Pronomina. Ähnlich wie im Lateinischen drückt der Instrumental im Altenglischen die Art und Weise aus, z. B. hlutre mode (dt. mit reinen Absichten), Begleitung und Zeit.

## Silbenlänge
In der altenglischen Grammatik spielt die Silbenlänge eine große Rolle, da eine Reihe von Flexionsendungen nach langen Stammsilben entfallen. Als lang gelten dabei Silben, die einen langen Vokal oder Diphthong enthalten, oder aber zwar einen kurzen Vokal oder Diphthong enthalten, aber auf mindestens einen Konsonanten auslauten (im Nominativ Singular von Substantiven und Adjektiven zwei Konsonanten, da der zweite bei der Flexion Teil der Endung wird und nicht mehr Teil der Stammsilbe ist).

## Substantive
Die Substantive des Altenglischen werden in mehrere Deklinationsklassen eingeteilt. Grob unterscheidet man dabei zwischen der starken und der schwachen Deklination, die aber noch feiner unterteilt werden können. Zu diesen beiden Deklinationsklassen kommen noch kleine Restklassen hinzu, wie z. B. die Verwandtschaftsbezeichnungen.
An Kasus kannte das Altenglische Nominativ, Genitiv, Dativ und Akkusativ sowie den Instrumental. Der fünfte Kasus, der Instrumental, war noch zu Beginn der altenglischen Periode bei Substantiven vom Dativ geschieden. So endeten die die Substantive der a-Deklination (z. B. stān) im Dativ noch auf -um, während sie im Instrumentalis auf -i bzw. später auf -y endeten. Statt der Formen des Instrumentalis wurden im Altenglischen später die Formen des Dativs verwendet, weshalb die Formen des Instrumental in den meisten Einführungen und Grammatiken des Englischen nicht mehr separat aufgeführt werden.
Im Neuenglischen sind nur der Nominativ-Akkusativ Singular (ae. stān, ne. stone), der Nominativ-Akkusativ Plural (ae. stānas, ne. stones) sowie, bei einigen Substantiven, der Genitiv Singular erhalten geblieben. Von einer Unterteilung in verschiedene Deklinationsklassen ist, bis auf ein paar Ausnahmen wie child-children, goose-geese, ox-oxen, nichts erhalten geblieben.
An grammatischen Geschlechtern werden drei unterschieden, das Maskulinum, das Femininum und das Neutrum. Numeri werden beim Substantiv zwei differenziert, der Singular und der Plural. Bei den Personalpronomen gab es aber auch noch eine Zweizahl (Dual) (wit 1. Person Dual „wir beide“, git 2. Person Dual, „ihr beide“).

### Die starke Deklination – a- und ō-Deklination
Die a-Deklination beinhaltet Maskulina und Neutra und ist vergleichbar mit der lateinischen o-Deklination (z. B. lat. dominus „Herr“). Die ō-Deklination hingegen beinhaltet Feminina und ist mit der lateinischen ā-Deklination vergleichbar (z. B. lat. domina „Herrin“). a- und ō-Deklination werden noch feiner unterteilt in eine ja- und wa-Deklination, bzw. eine jō- und wō-Deklination. Diese werden aber unterhalb gesondert behandelt.
Die typischen Endungen für die a- und ō-Deklination im westsächsischen Dialekt des Altenglischen sind Folgende:
| Die Endungen der starken Deklination | Die Endungen der starken Deklination | Die Endungen der starken Deklination | Die Endungen der starken Deklination | Die Endungen der starken Deklination | Die Endungen der starken Deklination | Die Endungen der starken Deklination | Die Endungen der starken Deklination | Die Endungen der starken Deklination | Die Endungen der starken Deklination | Die Endungen der starken Deklination |
| ------------------------------------ | ------------------------------------ | ------------------------------------ | ------------------------------------ | ------------------------------------ | ------------------------------------ | ------------------------------------ | ------------------------------------ | ------------------------------------ | ------------------------------------ | ------------------------------------ |
| Kasus                                | Maskulin                             | Maskulin                             | Neutrum                              | Neutrum                              | Neutrum                              | Neutrum                              | Feminin                              | Feminin                              | Feminin                              | Feminin                              |
| Kasus                                | Singular                             | Plural                               | Kurz                                 | Kurz                                 | Lang                                 | Lang                                 | Kurz                                 | Kurz                                 | Lang                                 | Lang                                 |
| Kasus                                | Singular                             | Plural                               | Singular                             | Plural                               | Singular                             | Plural                               | Singular                             | Plural                               | Singular                             | Plural                               |
| Nominativ                            | –                                    | -as                                  | –                                    | -u                                   | –                                    | –                                    | -u                                   | -a                                   | –                                    | -a                                   |
| Genitiv                              | -es                                  | -a                                   | -es                                  | -a                                   | -es                                  | -a                                   | -e                                   | -a                                   | -e                                   | -a                                   |
| Dativ                                | -e                                   | -um                                  | -e                                   | -um                                  | -e                                   | -um                                  | -e                                   | -um                                  | -e                                   | -um                                  |
| Akkusativ                            | –                                    | -as                                  | –                                    | -u                                   | –                                    | –                                    | -e                                   | -a, -e                               | -e                                   | -a, -e                               |

| Die starke Deklination | Die starke Deklination | Die starke Deklination | Die starke Deklination | Die starke Deklination | Die starke Deklination | Die starke Deklination | Die starke Deklination | Die starke Deklination | Die starke Deklination | Die starke Deklination |
| ---------------------- | ---------------------- | ---------------------- | ---------------------- | ---------------------- | ---------------------- | ---------------------- | ---------------------- | ---------------------- | ---------------------- | ---------------------- |
| Kasus                  | Maskulin stān Stein    | Maskulin stān Stein    | Neutrum                | Neutrum                | Neutrum                | Neutrum                | Feminin                | Feminin                | Feminin                | Feminin                |
| Kasus                  | Singular               | Plural                 | Kurz scip Schiff       | Kurz scip Schiff       | Lang word Wort         | Lang word Wort         | Kurz ðegu Empfang      | Kurz ðegu Empfang      | Lang sorg Sorge        | Lang sorg Sorge        |
| Kasus                  | Singular               | Plural                 | Singular               | Plural                 | Singular               | Plural                 | Singular               | Plural                 | Singular               | Plural                 |
| Nominativ              | stān                   | stānas                 | scip                   | scipu                  | word                   | word                   | ðegu                   | ðega                   | sorg                   | sorga                  |
| Genitiv                | stānes                 | stāna                  | scipes                 | scipa                  | wordes                 | worda                  | ðege                   | ðega                   | sorge                  | sorga                  |
| Dativ                  | stāne                  | stānum                 | scipe                  | scipum                 | worde                  | wordum                 | ðege                   | ðegum                  | sorge                  | sorgum                 |
| Akkusativ              | stān                   | stānas                 | scip                   | scipu                  | word                   | word                   | ðege                   | ðega/ðege              | sorge                  | sorga/sorge            |

#### Substantive mit Vokalwechsel æ zu a
Einige Substantive der a-Deklination vollziehen einen Wechsel im Vokalismus zwischen Singular und Plural. Diese Wörter haben als Vokal im Singular ein æ, das sich im Plural (bzw. vor a, o, u) zu a wandelt.
| dæg Tag m. |          |        |
| Kasus      | Singular | Plural |
| Nominativ  | dæg      | dagas  |
| Genitiv    | dæges    | daga   |
| Dativ      | dæge     | dagum  |
| Akkusativ  | dæg      | dagas  |

#### Substantive mit Nominativ-Singular-Auslaut auf -h
Substantive, die im Nominativ Singular auf -h auslauten, verlieren dieses vor einer Endung, die mit Vokal beginnt. Ist der Vokal der Stammsilbe dabei kurz, so kommt es unter Umständen zur Längung (vgl. Nom. Sg.: mearh → Gen. Sg. mēares). Zusätzlich kommt es zu Zusammenziehungen von Vokalen, wenn dem -h unmittelbar ein Vokal vorausgeht, sodass der Genitiv Singular zu scōh „Schuh“ nicht *scōes, sondern scōs lautet.
| Substantive auf -h | Substantive auf -h   | Substantive auf -h   | Substantive auf -h  | Substantive auf -h  | Substantive auf -h  | Substantive auf -h  |
| Kasus              | Maskulin mearh Pferd | Maskulin mearh Pferd | Neutrum feorh Leben | Neutrum feorh Leben | Maskulin scōh Schuh | Maskulin scōh Schuh |
| Kasus              | Singular             | Plural               | Singular            | Plural              | Singular            | Plural              |
| ------------------ | -------------------- | -------------------- | ------------------- | ------------------- | ------------------- | ------------------- |
| Nominativ          | mearh                | mēaras               | feorh               | feorh               | scōh                | scōs                |
| Genitiv            | mēares               | mēara                | fēores              | fēora               | scōs                | scōna               |
| Dativ              | mēare                | mēarum               | fēore               | fēorum              | scō                 | scōm                |
| Akkusativ          | mearh                | mēaras               | feorh               | feorh               | scōh                | scōs                |

| Nominativ | ende  | endas | stȳle  | stȳlu  |
| Genitiv   | endes | enda  | stȳles | stȳla  |
| Dativ     | ende  | endum | stȳle  | stȳlum |
| Akkusativ | ende  | endas | stȳle  | stȳlu  |

#### Zweisilbige Substantive
| engel Engel m. |          |        |
| Kasus          | Singular | Plural |
| Nominativ      | engel    | englas |
| Genitiv        | engles   | engla  |
| Dativ          | engle    | englum |
| Akkusativ      | engel    | englas |

#### Substantive mit -w oder -ġ vor der Endung
| Substantive mit -w oder -ġ vor der Endung | Substantive mit -w oder -ġ vor der Endung | Substantive mit -w oder -ġ vor der Endung | Substantive mit -w oder -ġ vor der Endung | Substantive mit -w oder -ġ vor der Endung | Substantive mit -w oder -ġ vor der Endung | Substantive mit -w oder -ġ vor der Endung |
| Kasus                                     | Neutrum smeoru Fett                       | Neutrum smeoru Fett                       | Feminin sinu Sehne                        | Feminin sinu Sehne                        | Feminin lǣs Weide                         | Feminin lǣs Weide                         |
| Kasus                                     | Singular                                  | Plural                                    | Singular                                  | Plural                                    | Singular                                  | Plural                                    |
| ----------------------------------------- | ----------------------------------------- | ----------------------------------------- | ----------------------------------------- | ----------------------------------------- | ----------------------------------------- | ----------------------------------------- |
| Nominativ                                 | smeoru                                    | smeoru                                    | sinu                                      | sinwa                                     | lǣs                                       | lǣswa                                     |
| Akkusativ                                 | smeoru                                    | smeoru                                    | sinwe                                     | sinwa, -e                                 | lǣswe                                     | lǣswa, -e                                 |
| Genitiv                                   | smeorwes                                  | smeorwa                                   | sinwe                                     | sinwa                                     | lǣswe                                     | lǣswa                                     |
| Dativ                                     | smeorwe                                   | smeorwum                                  | sinwe                                     | sinwum                                    | lǣswe                                     | lǣswum                                    |

### Die schwache Deklination
Die typischen Endungen der schwachen Deklination sind die Folgenden:
| Die Endungen der schwachen Deklination | Die Endungen der schwachen Deklination | Die Endungen der schwachen Deklination | Die Endungen der schwachen Deklination | Die Endungen der schwachen Deklination | Die Endungen der schwachen Deklination | Die Endungen der schwachen Deklination |
| Kasus                                  | Maskulin                               | Maskulin                               | Neutrum                                | Neutrum                                | Feminin                                | Feminin                                |
| Kasus                                  | Singular                               | Plural                                 | Singular                               | Plural                                 | Singular                               | Plural                                 |
| -------------------------------------- | -------------------------------------- | -------------------------------------- | -------------------------------------- | -------------------------------------- | -------------------------------------- | -------------------------------------- |
| Nominativ                              | -a                                     | -an                                    | -e                                     | -an                                    | -e                                     | -an                                    |
| Genitiv                                | -an                                    | -ena                                   | -an                                    | -ena                                   | -an                                    | -ena                                   |
| Dativ                                  | -an                                    | -um                                    | -an                                    | -um                                    | -an                                    | -um                                    |
| Akkusativ                              | -an                                    | -an                                    | -e                                     | -an                                    | -an                                    | -an                                    |

| Die schwache Deklination | Die schwache Deklination | Die schwache Deklination | Die schwache Deklination | Die schwache Deklination | Die schwache Deklination | Die schwache Deklination |
| Kasus                    | Maskulin nama Name       | Maskulin nama Name       | Neutrum ēage Auge        | Neutrum ēage Auge        | Feminin tunge Zunge      | Feminin tunge Zunge      |
| Kasus                    | Singular                 | Plural                   | Singular                 | Plural                   | Singular                 | Plural                   |
| ------------------------ | ------------------------ | ------------------------ | ------------------------ | ------------------------ | ------------------------ | ------------------------ |
| Nominativ                | nama                     | naman                    | ēage                     | ēagan                    | tunge                    | tungan                   |
| Genitiv                  | naman                    | namena                   | ēagan                    | ēagena                   | tungan                   | tungena                  |
| Dativ                    | naman                    | namum                    | ēagan                    | ēagum                    | tungan                   | tungum                   |
| Akkusativ                | naman                    | naman                    | ēage                     | ēagan                    | tungan                   | tungan                   |

### Weitere Deklinationsklassen

#### Athematische Substantive
| Athematische Substantive | Athematische Substantive | Athematische Substantive | Athematische Substantive | Athematische Substantive | Athematische Substantive | Athematische Substantive |
| Kasus                    | Maskulin fōt Fuß         | Maskulin fōt Fuß         | Feminin hnutu Nuss       | Feminin hnutu Nuss       | Feminin bōc Buch         | Feminin bōc Buch         |
| Kasus                    | Singular                 | Plural                   | Singular                 | Plural                   | Singular                 | Plural                   |
| ------------------------ | ------------------------ | ------------------------ | ------------------------ | ------------------------ | ------------------------ | ------------------------ |
| Nominativ                | fōt                      | fēt                      | hnutu                    | hnyte                    | bōc                      | bēc                      |
| Genitiv                  | fōtes                    | fōta                     | hnyte, hnute             | hnuta                    | bēc, bōce                | bōca                     |
| Dativ                    | fōte                     | fōtum                    | hnyte, hnute             | hnutum                   | bēc, bōc                 | bōcum                    |
| Akkusativ                | fōt                      | fēt                      | hnutu                    | hnyte                    | bōc                      | bēc                      |

Zu dieser Klasse gehören des Weiteren (angegeben sind jeweils der Nominativ Singular und Plural):
- Maskulinum: tōþ, tēþ Zahn; mann, menn Mann; frēond, frīend Freund; fēond, fīend Feind
- Femininum: studu, styde Pfosten; hnitu, hnite; āc, ǣc Eiche; gāt, gǣt Ziege(nbock); brōc, brēc; gōs, gēs Gans; burg, byrg Stadt; dung, ding Gefängnis; turf, tyrf Rasen; grūt, grȳt; lūs, lȳs Laus; mūs, mȳs Maus; neaht, niht Nacht
- Femininum mit Verlust des -h in einigen Formen: furh, fyrh Furche; sulh, sylh Pflug; þrūh, þrȳh; wlōh, wlēh
- Femininum mit zusammengezogener Endung: cū, cȳ Kuh

#### u-Deklination
| Nominativ | sunu | suna  | feld  | felda  |
| Genitiv   | suna | suna  | felda | felda  |
| Dativ     | suna | sunum | felda | feldum |
| Akkusativ | sunu | suna  | feld  | felda  |

#### Verwandtschaftsnamen
| Verwandtschaftsbezeichnungen | Verwandtschaftsbezeichnungen | Verwandtschaftsbezeichnungen | Verwandtschaftsbezeichnungen | Verwandtschaftsbezeichnungen | Verwandtschaftsbezeichnungen | Verwandtschaftsbezeichnungen | Verwandtschaftsbezeichnungen | Verwandtschaftsbezeichnungen | Verwandtschaftsbezeichnungen | Verwandtschaftsbezeichnungen |
| Kasus                        | Maskulin fæder ‚Vater‘       | Maskulin fæder ‚Vater‘       | Maskulin brōðor ‚Bruder‘     | Maskulin brōðor ‚Bruder‘     | Feminin mōdor ‚Mutter‘       | Feminin mōdor ‚Mutter‘       | Feminin sweostor ‚Schwester‘ | Feminin sweostor ‚Schwester‘ | Feminin dohtor ‚Tochter‘     | Feminin dohtor ‚Tochter‘     |
| Kasus                        | Singular                     | Plural                       | Singular                     | Plural                       | Singular                     | Plural                       | Singular                     | Plural                       | Singular                     | Plural                       |
| ---------------------------- | ---------------------------- | ---------------------------- | ---------------------------- | ---------------------------- | ---------------------------- | ---------------------------- | ---------------------------- | ---------------------------- | ---------------------------- | ---------------------------- |
| Nominativ                    | fæder                        | fæd(e)ras                    | brōðor                       | (ge)brōðor                   | mōdor                        | mōdra/mōdru                  | sweostor                     | (ge)sweostor, -tru, -tra     | dohtor                       | dohtor                       |
| Genitiv                      | fæder                        | fæd(e)ra                     | brōðor                       | (ge)brōðra                   | mōdor                        | mōdra                        | sweostor                     | (ge)sweostra                 | dohtor                       | dohtra                       |
| Dativ                        | fæder                        | fæderum                      | brēðer                       | (ge)brōðrum                  | mēder                        | mōdrum                       | sweostor                     | (ge)sweostrum                | dehter                       | dohtrum                      |
| Akkusativ                    | fæder                        | fæd(e)ras                    | brōðor                       | (ge)brōðor                   | mōdor                        | mōdra/mōdru                  | sweostor                     | (ge)sweostor, -tru, -tra     | dohtor                       | dohtor                       |

#### Neutra mit -r- im Plural
| lamb Lamm n. |          |         |
| Kasus        | Singular | Plural  |
| Nominativ    | lamb     | lambru  |
| Genitiv      | lambes   | lambra  |
| Dativ        | lambe    | lambrum |
| Akkusativ    | lamb     | lambru  |

## Pronomen
Die meisten Pronomen werden nach Kasus, Numerus und Genus gebeugt; im Plural haben die meisten Pronomen nur eine Form für alle Geschlechter. Außerdem haben einige altenglische Pronomen (die ungeschlechtlichen Personalpronomen der 1. und 2. Person, die auch reflexiv verwendet werden können) den Dual bewahrt (dieser bezieht sich speziell auf Gruppen von zwei Personen oder Dingen, zum Beispiel „wir zwei“, „ihr zwei“ oder „die beiden“). Er war zwar eher ungebräuchlich, blieb jedoch erhalten.

### Personalpronomen
| Erste Person | Erste Person | Erste Person | Erste Person |
| Kasus        | Singular     | Dual         | Plural       |
| ------------ | ------------ | ------------ | ------------ |
| Nominativ    | ic, īc       | wit          | wē           |
| Genitiv      | mīn          | uncer        | ūser, ūre    |
| Dativ        | mē           | unc          | ūs           |
| Akkusativ    | mec, mē      | uncit, unc   | ūsic, ūs     |

| Zweite Person | Zweite Person | Zweite Person | Zweite Person |
| Kasus         | Singular      | Dual          | Plural        |
| ------------- | ------------- | ------------- | ------------- |
| Nominativ     | þū            | git           | gē            |
| Genitiv       | þīn           | incer         | ēower         |
| Dativ         | þē            | inc           | ēow           |
| Akkusativ     | þēc, þē       | incit, inc    | ēowic, ēow    |

| Nominativ | hē   | hit | hēo  | hiē m., hēo f.     |
| Genitiv   | his  | his | hire | hiera m., heora f. |
| Dativ     | him  | him | hire | him                |
| Akkusativ | hine | hit | hīe  | hiē m., hīo f.     |

Viele der oben gezeigten Formen haben starke Ähnlichkeiten mit ihren modernen englischen Äquivalenten: So wurde die Genitivform ēower zu „your“ (euer), ūre zu „our“ (unser) und mīn zu „mine“ (meines).

## Verben
Die Verben werden grundsätzlich in zwei Gruppen geteilt, die starken Verben und die schwachen Verben. Die starken Verben bilden die Zeitform Präteritum sowie das Partizip Präteritum durch Veränderung des Stammvokals (sog. Ablaut), die schwachen durch das Anfügen eines dentalhaltigen Elements. Innerhalb dieser Gruppen erfolgen weitere Aufgliederungen. So werden zum Beispiel die starken Verben in sieben Klassen, so genannte Ablautreihen, eingeteilt, während die schwachen Verba nach ihrem Ableitungssuffix durch drei Gruppen klassifiziert werden.
Zu den Tempora ist zu sagen, dass das Altenglische, wie auch das Althochdeutsche, noch kein eigenständiges Futur kannte; es existierten allein das Präteritum für die Vergangenheit und das Präsens, das gleichmäßig für Gegenwart und Zukunft verwendet wurde.

### Starke Verben
Die starken Verben bilden ihr Präteritum sowie ihr Partizipium Präteritum mit Hilfe des aus dem Indogermanischen ererbten Ablautes. Dabei werden im Verbalbereich vier Stämme unterschieden, auf denen die jeweiligen Zeitformen basieren. Der erste Stamm wird zur Bildung des Präsensparadigmas, sowie des Infinitives und des Präsenspartizipes verwendet (z. B. rīdan „reiten“). Die zweite Stammform bildet ausschließlich die 1. und 3. Person Präteritum Indikativ (z. B. iċ rād „ich ritt“), während der dritte Stamm den restlichen präteritalen Formen zu Grunde liegt (z. B. wē ridon „wir ritten“). Das Partizip Präteritum wird schließlich durch die vierte Stammform gebildet (z. B. (ġe-)riden „geritten“).
Das Präfix ġe- (selten ġi-) wird im Altenglischen verwendet, um Verben eine perfektivierende Bedeutung hinzuzufügen. Es tritt meist im Partizip Perfekt an Verben auf, die kein anderes Präfix aufweisen. Allerdings ist es gerade bei Partizip Perfekt nicht mehr eindeutig zu entscheiden, ob ġe- hier noch als bedeutungstragendes Präfix dient oder eher ein Flexionsmarker ist.
Auch das Deutsche kennt diese Tempusbildung mit Hilfe von vier Stammformen, wenngleich bei den neuhochdeutschen starken Verben meist nur mehr drei Stämme vorhanden sind, da die Präteritalformen oft ausgeglichen wurden (z. B. binden – ich band – wir banden – gebunden). Die ursprüngliche Vierteilung ist aber noch im Verbum werden zu erkennen: werden – ich ward (archaisch für: ich wurde) – wir wurden – geworden.

#### Ablautreihen
Je nach Vokalalternanz werden die starken Verben in sieben Ablautklassen eingeteilt.
| Stammbildung bei den starken Verben | Stammbildung bei den starken Verben             | Stammbildung bei den starken Verben             | Stammbildung bei den starken Verben             | Stammbildung bei den starken Verben             |
| Klasse                              | 1. Stammform                                    | 2. Stammform                                    | 3. Stammform                                    | 4. Stammform                                    |
| ----------------------------------- | ----------------------------------------------- | ----------------------------------------------- | ----------------------------------------------- | ----------------------------------------------- |
| I                                   | ī                                               | ā                                               | i                                               | i                                               |
| II                                  | ēo, ū                                           | ēa                                              | u                                               | o                                               |
| III                                 | Feinunterteilung (Erläuterung: siehe unterhalb) | Feinunterteilung (Erläuterung: siehe unterhalb) | Feinunterteilung (Erläuterung: siehe unterhalb) | Feinunterteilung (Erläuterung: siehe unterhalb) |
| IIIa                                | e                                               | æ                                               | u                                               | o                                               |
| IIIb                                | eo                                              | ea                                              | u                                               | o                                               |
| IIIc                                | e                                               | ea                                              | u                                               | o                                               |
| IIId                                | i                                               | a                                               | u                                               | u                                               |
| IIIe                                | ie                                              | ea                                              | u                                               | o                                               |
| IV                                  | e                                               | æ                                               | ǣ                                               | o                                               |
| V                                   | e                                               | æ                                               | ǣ                                               | e                                               |
| VI                                  | a                                               | ō                                               | ō                                               | a                                               |
| VII                                 | –                                               | ē, ēo                                           | ē, ēo                                           | –                                               |

Im Folgenden eine Auflistung der konsonantischen Umgebung des sich verändernden Vokals.
- Erste Klasse: 1 Konsonant folgt dem Vokal
- Zweite Klasse: 1 Konsonant folgt dem Vokal
- Dritte Klasse: Je nach folgenden Konsonanten ergeben sich Unterschiede:
  - a: 2 Konsonanten (außer Liquid (l od. r) und Nasal + Kons.) folgen dem Vokal
  - b: r oder h + Konsonant folgen dem Vokal
  - c: l + Konsonant folgt dem Vokal
  - d: Nasal + Konsonant folgt dem Vokal
  - e: Palataler Konsonant (ġ, ċ, sc) geht dem Vokal voraus; 2 Konsonanten folgen dem Vokal
- Vierte Klasse: 1 Liquid oder Nasal folgt dem Vokal
- Fünfte Klasse: 1 Konsonant (Frikativ oder Plosiv) folgt dem Vokal
- Sechste Klasse: 1 Konsonant folgt dem Vokal
- Siebte Klasse: unregelmäßig; der Vokal der 1. und 4. Stammform kann unterschiedlich sein, lediglich 2. und 3. Stammform haben ē oder ēo als Vokal; ehemals reduplizierende Verben

Es können aber auch Ausnahmen von dieser Liste auftreten. So ist die Form murnan „trauern, beklagen“ der dritten Ablautreihe zuzurechnen, obwohl sie kein eo in der 1. Stammform aufweist. Solche Ausnahmen werden hier nicht berücksichtigt. Zudem kann es in der 2. und 3. Person Singular Indikativ Präsens zu einer Vokalalternanz auf Grund von Umlaut kommen (z. B. helpan – þū hilpst – vgl.: Deutsch: helfen – du hilfst), der aber keine Form des Ablauts ist.
Die Konjugation der starken Verben sollen folgende Beispiel veranschaulichen:
| Konjugation           | Pronomen         | Klasse I 'reiten' | Klasse II 'frieren' | Klasse III 'helfen' | Klasse IV 'tragen' | Klasse V 'schlafen' | Klasse VI 'singen' | Klasse VII 'heißen' |
| --------------------- | ---------------- | ----------------- | ------------------- | ------------------- | ------------------ | ------------------- | ------------------ | ------------------- |
| Infinitive            | Infinitive       | rīdan             | frēosan             | helpan              | beran              | swefan              | galan              | hātan               |
| Infinitive            | Infinitive       | tō rīdenne        | tō frēosenne        | tō helpenne         | tō berenne         | tō swefenne         | tō galenne         | tō hātenne          |
| Präsens Indikativ     |                  |                   |                     |                     |                    |                     |                    |                     |
| ic                    | rīde             | frēose            | helpe               | bere                | swefe              | gale                | hāte               |                     |
| þū                    | rītst            | frīest            | hilpst              | birst               | swifst             | gælst               | hǣtst              |                     |
| hē/hit/hēo            | rītt             | frīest            | hilpþ               | birþ                | swifþ              | gælþ                | hǣtt               |                     |
| wē/gē/hīe             | rīdaþ            | frēosaþ           | helpaþ              | beraþ               | swefaþ             | galaþ               | hātaþ              |                     |
| Präteritum Indikativ  | ic               | rād               | frēas               | healp               | bær                | swæf                | gōl                | hēt                 |
| Präteritum Indikativ  | þū               | ride              | frure               | hulpe               | bǣre               | swǣfe               | gōle               | hēte                |
| Präteritum Indikativ  | hē/hit/hēo       | rād               | frēas               | healp               | bær                | swæf                | gōl                | hēt                 |
| Präteritum Indikativ  | wē/gē/hīe        | ridon             | fruron              | hulpon              | bǣron              | swǣfon              | gōlon              | hēton               |
| Präsens Konjunktiv    | ic/þū/hē/hit/hēo | rīde              | frēose              | helpe               | bere               | swefe               | gale               | hāte                |
| Präsens Konjunktiv    | wē/gē/hīe        | rīden             | frēosen             | helpen              | beren              | swefen              | galen              | hāten               |
| Präteritum Konjunktiv | ic/þū/hē/hit/hēo | ride              | frure               | hulpe               | bǣre               | swǣfe               | gōle               | hēte                |
| Präteritum Konjunktiv | wē/gē/hīe        | riden             | fruren              | hulpen              | bǣren              | swǣfen              | gōlen              | hēten               |
| Imperativ             | Singular         | rīd!              | frēos!              | help!               | ber!               | swef!               | gal!               | hāt!                |
| Imperativ             | Plural           | rīdaþ!            | frēosaþ!            | helpaþ!             | beraþ!             | swefaþ!             | galaþ!             | hātaþ!              |
| Partizip Präsens      | Partizip Präsens | rīdende           | frēosende           | helpende            | berende            | swefende            | galende            | hātende             |
| Partizip Perfekt      | Partizip Perfekt | (ġe)riden         | (ġe)froren          | (ġe)holpen          | (ġe)boren          | (ġe)swefen          | (ġe)galen          | (ġe)hāten           |

Anmerkungen:
- Bei Formen wie (þū) rītst, (hē) rītt, (hē) frīest, (hē) hǣtt kommt es zu Assimilationen (z. B. -dst wird zu -tst; -sþ wird zu -st; -tþ wird zu -tt).
- In der 2. und 3. Person Singular Präsens Indikativ tritt i-Umlaut ein (e > i, ēo > īe etc.).
- Beim Verbum frēosan „frieren“ kommt es zum Grammatischen Wechsel zwischen 1., 2. und 3., 4. Stammform (-s- im Gegensatz zu -r-).

### Schwache Verben
Die folgende Tabelle zeigt die Konjugation der Verben Swebban (zum Schlafen bringen) (Klasse I), Hǣlan (heilen) (Klasse I) und Sīðian (reisen) (Klasse II).
| Konjugation           | Pronomen            | 'zum Schlafen bringen' | 'heilen'   | 'reisen'    |
| --------------------- | ------------------- | ---------------------- | ---------- | ----------- |
| Infinitive            | Infinitive          | swebban                | hǣlan      | sīðian      |
| Infinitive            | Infinitive          | tō swebbanne           | tō hǣlanne | tō sīðianne |
| Präsens Indikativ     |                     |                        |            |             |
| ic                    | swebbe              | hǣle                   | sīðie      |             |
| þū                    | swefest             | hǣlst                  | sīðast     |             |
| hē/hit/hēo            | swefeþ              | hǣlþ                   | sīðað      |             |
| wē/gē/hīe             | swebbaþ             | hǣlaþ                  | sīðiað     |             |
| Präteritum Indikativ  | ic                  | swefede                | hǣlde      | sīðode      |
| Präteritum Indikativ  | þū                  | swefedest              | hǣldest    | sīðodest    |
| Präteritum Indikativ  | hē/hit/hēo          | swefede                | hǣle       | sīðode      |
| Präteritum Indikativ  | wē/gē/hīe           | swefedon               | hǣlon      | sīðodon     |
| Präsens Konjunktiv    | ic/þū/hē/hit/hēo    | swebbe                 | hǣle       | sīðie       |
| Präsens Konjunktiv    | wē/gē/hīe           | swebben                | hǣlen      | sīðien      |
| Präteritum Konjunktiv | ic/þū/hē/hit/hēo    | swefede                | hǣlde      | sīðode      |
| Präteritum Konjunktiv | wē/gē/hīe           | swefeden               | hǣlden     | sīðoden     |
| Imperativ             | Singular            | swefe                  | hǣl        | sīða        |
| Imperativ             | Plural              | swebbaþ                | hǣlaþ      | sīðiað      |
| Partizip Präsens      | Partizip Präsens    | swefende               | hǣlende    | sīðiende    |
| Partizip Präteritum   | Partizip Präteritum | swefed                 | hǣled      | sīðod       |

### Präteritopräsentia
Die Präteritopräsentia sind eine Klasse von Verben, die ihre Präsensformen nach Art eines starken Präteritums und das Präteritum wie schwache Verben bilden. Diese Verben entstanden durch den optativen Gebrauch der Präteritumformen, der auf die Gegenwart oder Zukunft bezogen war. So stammt witan (wissen) von einem Verb ab, das ursprünglich „gesehen haben“ bedeutete (das lateinische Verb videre (sehen) stammt von derselben Wurzel). Das Präsens wird wie das ursprüngliche Präteritum gebildet. Aus diesem Grund sind die erste Person Singular und die dritte Person Singular im Präsens identisch.
Im Altenglischen gibt es nur wenige Präteritopräsentia, und nicht alle sind in sämtlichen Formen dokumentiert.
| Konjugation           | Pronomen  | 'können, etwas beherrschen' | 'können, mögen, die Möglichkeit haben etwas zu tun' | 'sollen'         | 'wissen' | 'haben, schuldig sein' | 'nützen' | 'wagen'    | 'sich erinnern, meinen' | 'brauchen, dürfen' | 'müssen' |
| --------------------- | --------- | --------------------------- | --------------------------------------------------- | ---------------- | -------- | ---------------------- | -------- | ---------- | ----------------------- | ------------------ | -------- |
| Infinitiv             | Infinitiv | cunnan                      | magan                                               | sculan           | witan    | āgan                   | dugan    | durran     | munan                   |                    | mōtan    |
| Präsens Indikativ     |           |                             |                                                     |                  |          |                        |          |            |                         |                    |          |
| ic                    | cann      | mæg                         | sceal                                               | wāt              | āh       | deah                   | dearr    | man        | þearf                   | mōt                |          |
| þū                    | canst     | meaht                       | scealt                                              | wāst             | āhst     |                        | dearst   | manst      | þearft                  | mōst               |          |
| hē/hit/hēo            | cann      | mæg                         | sceal                                               | wāt              | āh       | deah                   | dearr    | man        | þearf                   | mōt                |          |
| wē/gē/hīe             | cunnon    | magon                       | sculon                                              | witon            | āgon     | dugon                  | durron   | munon      | þurfon                  | mōton              |          |
| Präteritum Indikativ  |           |                             |                                                     |                  |          |                        |          |            |                         |                    |          |
| ic                    | cūðe      | meahte                      | sceolde                                             | wisse, wiste     | āhte     | dohte                  | dorst    | munde      | þorfte                  | mōste              |          |
| þū                    | cūðest    | meahtest                    | sceoldest                                           | wissest, wistest | āhte     | dohte                  | dorst    | munde      | þorfte                  | mōste              |          |
| hē/hit/hēo            | cūðe      | meahte                      | sceolde                                             | wisse, wiste     | āhte     | dohte                  | dorst    | munde      | þorfte                  | mōste              |          |
| wē/gē/hīe             | cūðon     | meahton                     | sceoldon                                            | wisson, wiston   |          |                        |          |            |                         |                    |          |
| Präsens Konjunktiv    |           |                             |                                                     |                  |          |                        |          |            |                         |                    |          |
| ic/þū/hē/hit/hēo      | cunne     | mæge                        | scule                                               | wite             | āge      | dyge, duge             | durre    | myne, mune | þyrfe, þurfe            | mōte               |          |
| wē/gē/hīe             | cunnen    | mægen                       | sculen                                              | witaþ            |          |                        |          |            |                         |                    |          |
| Präteritum Konjunktiv |           |                             |                                                     |                  |          |                        |          |            |                         |                    |          |
| ic/þū/hē/hit/hēo      | cūðe      | meahte                      | sceolde                                             | wisse, wiste     |          |                        |          |            |                         |                    |          |
| wē/gē/hīe             | cūðen     | meahten                     | sceolden                                            |                  |          |                        |          |            |                         |                    |          |

### Unregelmäßige Verben
Außerdem gibt es eine weitere Gruppe von vier unregelmäßigen Verben, „wollen“, „tun“, „gehen“ und „sein“, die eigene Konjugationsschemata haben, welche stark von denen der anderen Klassen abweichen. Das hängt damit zusammen, dass diese Verben die am häufigsten gebrauchten sind.
Dōn ‚tun‘, gān ‚gehen‘, and willan ‚wollen‘ werden folgendermaßen konjugiert:
| Konjugation           | Pronomen         | ‚tun‘   | ‚gehen‘  | ‚wollen‘ |
| --------------------- | ---------------- | ------- | -------- | -------- |
| Infinitiv             | –                | dōn     | gān      | willan   |
| Präsens Indikativ     |                  |         |          |          |
| ic                    | dō               | gā      | wille    |          |
| þū                    | dēst             | gǣst    | wilt     |          |
| hē/hit/hēo            | dēð              | gǣð     | wile     |          |
| wē/gē/hīe             | dōð              | gāð     | willað   |          |
| Präteritum Indikativ  |                  |         |          |          |
| ic/hē/hit/hēo         | dyde             | ēode    | wolde    |          |
| þū                    | dydest           | ēodest  | woldest  |          |
| wē/gē/hīe             | dydon            | ēodon   | woldon   |          |
| Präsens Konjunktiv    | (alle Personen)  | dō      | gā       | wille    |
| Präteritum Konjunktiv | (alle Personen)  | dyde    | ēode     | wolde    |
| Partizip Präsens      | Partizip Präsens | dōnde   | gangende | willende |
| Partizip Perfekt      | Partizip Perfekt | (ġe)dōn | gān      | *willen  |

Das suppletive Kopulaverb „sein“ ist aus drei verschiedenen Wurzeln zusammengesetzt:
| Konjugation           | Pronomen         | sēon | bēon          | wesan   | *eran       | Deutsch |
| --------------------- | ---------------- | ---- | ------------- | ------- | ----------- | ------- |
| Infinitiv             | –                | sēon | bēon          | wesan   | *eran       | sein    |
| Präsens Indikativ     |                  |      |               |         |             |         |
| ic                    | eom              | bēo  | wese          | -       | bin         |         |
| þū                    | -                | bist | wesest, wisst | eart    | bist        |         |
| hē/hit/hēo            | is               | bið  | weseð, wist   | -       | ist         |         |
| wē/gē/hīe             | sind(on)         | bēoð | wesað         | earon   | sind/seid   |         |
| Präteritum Indikativ  |                  |      |               |         |             |         |
| ic                    | –                | –    | wæs           | -       | war         |         |
| þū                    | –                | –    | wǽre          | -       | warst       |         |
| hē/hit/hēo            | –                | –    | wæs           | -       | war         |         |
| wē/gē/hīe             | –                | –    | wǽron         | -       | waren/wart  |         |
| Präsens Konjunktiv    |                  |      |               |         |             |         |
| ic/þū/hē/hit/hēo      | sīe              | bēo  | wese          | -       | sei/seist   |         |
| wē/gē/hīe             | sīen             | bēon | wesen         | -       | seien/seiet |         |
| Präteritum Konjunktiv |                  |      |               |         |             |         |
| ic/þū/hē/hit/hēo      | –                | –    | wǽre          | -       | wäre        |         |
| wē/gē/hīe             | –                | –    | wǽren         | -       | wären       |         |
| Imperativ             |                  |      |               |         |             |         |
| (singular)            | sī               | bēo  | wes           | -       | sei         |         |
| (plural)              | –                | bēoð | wesað         | -       | seid        |         |
| Partizip Präsens      | Partizip Präsens | –    | bēonde        | wesende | -           | seiend  |
| Partizip Perfekt      | Partizip Perfekt | –    | ġebēon        | –       | -           | gewesen |

Die Präsensformen von wesan werden fast nie benutzt. Die bēon-Formen werden normalerweise zum Bezug auf die Zukunft benutzt. Das neuenglische Verb be nimmt seine Präsensformen von sēon und *eran, seine Vergangenheitsformen von wesan, seine Konjunktivform im Präsens von beon, in der Vergangenheit von wesan, Infinitiv, Imperativ und Partizip von bēon.

## Zahlwörter
Das Altenglische verwendet folgende Grund- und Ordinalzahlen:
|      | Grundzahl                    | Ordnungszahl                                       |
| ---- | ---------------------------- | -------------------------------------------------- |
| 1    | ān                           | forma, formest(a), fyrmest(a), fyrest(a), ǣrest(a) |
| 2    | tū                           | ōþer, æfterra                                      |
| 3    | þrēo                         | þridda                                             |
| 4    | fēower                       | fēorþa, fēowerþa                                   |
| 5    | fīf                          | fīfta                                              |
| 6    | six (spätere Form), siex     | sixta, siexta                                      |
| 7    | seofon                       | seofoþa                                            |
| 8    | eahta                        | eahtoþa                                            |
| 9    | nigon                        | nigoþa                                             |
| 10   | tīen                         | tēoþa                                              |
| 11   | endleofan, endlefan, enlefan | endleofta, endlefta, enlefta                       |
| 12   | twelf                        | twelfta                                            |
| 13   | þrēotīene                    | þrēotēoþa                                          |
| 14   | fēowertīene                  | fēowertēoþa                                        |
| 15   | fīftīene                     | fīftēoþa                                           |
| 16   | sixtīene                     | sixtēoþa, siextēoþa                                |
| 17   | seofontīene                  | seofontēoþa                                        |
| 18   | eahtatīene                   | eahtatēoþa                                         |
| 19   | nigontīene                   | nigontēoþa                                         |
| 20   | twēntig                      | twentigoþa/twēntigoþa                              |
| 30   | þrītig                       | þrītigoþa                                          |
| 40   | fēowertig                    | fēowertigoþa                                       |
| 50   | fīftig                       | fīftigoþa                                          |
| 60   | sixtig, siextig              | sixtigoþa, siextigoþa                              |
| 70   | seofontig (hundseofontig)    | seofontigoþa                                       |
| 80   | eahtatig (hundeahtatig)      | eahtatigoþa                                        |
| 90   | nigontig (hundnigontig)      | nigontigoþa                                        |
| 100  | hund, hundred, hundtēontig   | hundtēontigoþa                                     |
| 200  | tū hund                      |                                                    |
| 300  | þrēo hund                    |                                                    |
| 1000 | þūsend                       |                                                    |

Hinweis: Für die Ordinalzahlen für hund, hundred (100) und þūsend (1000) gibt es keine eigenständigen Formen. Stattdessen werden Umschreibungen verwendet, z. B. sē ðē byð on ðām twām hundredum.

## Syntax
Der Satzbau des Altenglischen unterscheidet sich vom Satzbau des heutigen Englisch vor allem dadurch, dass im Altenglischen eine wesentlich freiere Reihenfolge der Satzglieder möglich war. Während im heutigen Englisch in Hauptsätzen die Reihenfolge Subjekt-Verb-Objekt bis auf wenige Ausnahmen obligatorisch ist, kann im Altenglischen wie im Deutschen z. B. die Position von Subjekt und Objekt vertauscht werden, weil durch entsprechende Kasusendungen ausreichend angezeigt wird, was Subjekt und was Objekt des Satzes ist:
Se dogca bāt þone guman (dt. Der Hund beißt den Mann)
Þone guman bāt se dogca (dt. Den Mann beißt der Hund)
Trotz der möglichen Freiheit in der Satzstellung gibt es auch im Altenglischen eine Tendenz, wie Satzglieder angeordnet werden: Wie im Deutschen haben altenglische Hauptsätze eine V2-Stellung, während altenglische Nebensätze wie im Deutschen verbfinal sind:
- Hauptsatz mit V2-Stellung: Þā becōm hē tō Westseaxan (dt. Dann kam er zu den Westsachsen)
- Relativsatz mit verbfinaler Stellung: ...sumne dǣl þæs mēoses þe hēo mid beweaxen wæs (dt. ein Teil des Mooses, mit dem es überwachsen war)[18]

Die Art, wie das Altenglische Negation ausdrückt, ist eine weitere Eigenart des Altenglischen, mit der es sich vom heutigen Englisch und auch von anderen westeuropäischen Sprachen wie Deutsch unterscheidet. Negierte Sätze werden im Altenglischen durch ein Negationspartikel ne vor dem Verb gekennzeichnet, aber häufig werden noch weitere Satzkonstituenten negiert, wie z. B. durch die Verwendung von nān (dt. kein) im folgenden Satz:
þēr nān wīfman ǣr ne cōm (dt. wohin keine Frau zuvor gekommen war)
Der syntaktische Stil in altenglischen Texten wird durch die Forschung unterschiedlich bewertet: In älterer Fachliteratur wurde davon ausgegangen, dass das Altenglische nicht so sehr komplexe Sätze aus Haupt- und Nebensätzen verwendet (hypotaktischer Stil), sondern eher Hauptsätze aneinanderreiht (parataktischer Stil), z. B. durch Verwendung von und, dann oder dort. Ferner sind für das Altenglische auch Sätze typisch, in denen ein zweiter Satz ohne Subjekt und ohne Konjunktion angehängt wird:
Þā cōmon þēofas eahta, woldon stelan þā māðmas (dt. etwa: Dann kamen acht Diebe, wollten die Schätze stehlen)
Die aktuelle Forschung spricht nicht mehr von einem parataktischen Stil, weil Adverbien wie þā oder þǣr, die Sätze einleiten können, nicht eindeutig mit dann und dort übersetzt werden müssen, sondern auch als subordinierende Konjunktionen wenn und wo interpretiert werden können. Insgesamt ist es schwierig, die Satzstrukturen des Altenglischen eindeutig mit den Kategorien des heutigen Englisch oder Deutschen zu beschreiben, so dass eine eindeutige Charakterisierung des Altenglischen als parataktisch oder hypotaktisch offen bleiben muss.